# Институт Сервантеса

## История
Институт был создан в 1991 году под эгидой Министерства иностранных дел страны. Главный центр находится в Мадриде и в родном городе писателя Мигеля Сервантеса Алькала-де-Энарес. Институт Сервантеса представлен на пяти континентах, а общая численность отделений насчитывает 77 центров-институтов. Среди прочих, такой центр имеется в Москве. В его здании находятся актовый зал, выставочный зал, аудитории курсов испанского языка, библиотека и фонотека.

## Цели и задачи Института
В законе о создании ИС определены следующие цели деятельности Института Сервантеса:
1. Способствовать распространению, изучению и использованию испанского языка во всем мире, совершенствуя методы решения этой задачи.
2. Способствовать распространению культуры за пределами страны при взаимодействии с компетентными органами в государственных учреждениях.

Исходя из этих целей, ИС решает следующие задачи:
- Организует экзамены для получения Диплома испанского языка как иностранного (DELE), выдачей свидетельств и официальных дипломов для студентов, окончивших курсы при Институте.
- Организует курсы испанского языка и других официальных языков Испании.
- Организует курсы для подготовки преподавателей испанского языка.
- Поддерживает деятельность испанистов.
- Проводит культурные мероприятия в сотрудничестве с другими учреждениями.
- Предоставляет населению открытый доступ в свои библиотеки

## Академическая деятельность Института Сервантеса
На 15 000 курсах Института Сервантеса учат испанский более 130 000 учеников каждый год. Здесь можно выучить также баскский, каталанский, и галисийский языки, пройти специализированные курсы для преподавателей испанского языка.

## Аккредитованные центры
Сеть центров, аккредитованных Институтом Сервантеса (что означает признание качества их обучения этим учреждением), состоит из 140 центров обучения испанскому языку, частных и государственных, в более чем двадцати странах.
Члены этой сети соответствуют требованиям, предъявляемым к качеству, которые были сформулированы Системой аккредитации центров испанского языка Института Сервантеса, единственной системой аккредитации качества обучения мирового уровня. В России есть один центр, аккредитованный Институтом Сервантеса, это центр Аделанте в Санкт-Петербурге.

## Культурная деятельность Института Сервантеса
В сети Центров Института ежегодно проходит более 6500 культурных событий: круглые столы, беседы, встречи, коллоквиумы, музыкальные и танцевальные концерты, театральные постановки, кинопоказы, выставки, лекции, мастер-классы, семинары.

## Международные конгрессы испанского языка
Институт Сервантеса является постоянным организатором международных конгрессов испанского языка.
Конгрессы — это форумы, где сотни экспертов размышляют о современном положении испанского в мире, о тех задачах, которые придется решать в ближайшем будущем. Почетным председателем Конгрессов выступает Его Величество Король дон Хуан Карлос и лидеры испаноговорящих стран.
Конгрессы проходили: в г. Сакатекас (Мексика) в 1997, в г. Вальядолид (Испания) в 2001, в г. Росарио (Аргентина) в 2004 году, в г. Картахена-де-Индиас (Колумбия) в 2007 и в г. Вальпараисо (Чили) в 2010.
Дискуссия участников Конгресса разворачивается вокруг самых разных тем, таких, как употребление языка в СМИ, новые технологии в информационном обществе, экономический потенциал испанского языка, его единство и разнообразие.

## Руководство
Директором Института в настоящее время (c 27 января 2012) является испанский филолог Виктор Гарсия де ла Конча. Институт Сервантеса в Москве возглавляет Жузеп Мария де Сагарра.

## Патронаж
Институт Сервантеса работает под патронажем Попечительского совета, чьим почетным председателем является Его Величество Король дон Хуан Карлос, а возглавляет председатель правительства Испании.
В Попечительский совет входят тридцать человек, среди которых есть члены по должности и выборные. Среди тех, кто входит в Совет по должности, кроме лиц, занимающих высокие административные посты, фигурируют писатели, получившие высшую награду в испаноязычной литературе — Премию Мигеля де Сервантеса:
Выборные должности также занимают деятели культуры Испании и Латинской Америки, представители университетов и королевских академий, а также общественных организаций, работающих в области культуры.

## Признание
1 июня 2005 год Институт Сервантеса получил Премию Принца Астурийского в области Коммуникаций и гуманитарных наук вместе с ним были награждены: Альянс Франсез, Общество Данте Алигьери, Британский совет, Институт имени Гёте, Институт Камоэнса.

## Капсула времени ИС
Штаб-квартира Института Сервантеса в Мадриде занимает бывшее здание Центрального Банка, от которого в подвале здания остался бронированный сейф. В нём, начиная с 2007 года, известные деятели испаноязычной культуры оставляют свои послания для будущего. Таким образом, ячейки банка выполняют функцию капсул с посланием потомкам.
Первым стал писатель Франсиско Айяла в 2007 году. Он не стал раскрывать содержание своего послания, которое будет храниться до 2057 года.
Всего в сейфе есть 1800 ячеек, в которые было вложено уже 18 посланий от деятелей культуры — кинематографистов, писателей, художников, музыкантов и т. д. В некоторых случаях содержание ячейки не становится предметом тайны.
Так, в 2009 году каталонский писатель Хуан Марсе не стал скрывать, что разместил в своей ячейке среди прочих «не таких важных вещей» рецепт эскаливады, которую готовил его приёмный отец. Писатель назначил 2029 годом окончания хранения его послания в ячейке. А знаменитый литературный агент Кармен Бальсельс посвятила содержимое своей ячейки Алиоче Коллу, никому не известному мадридскому писателю, покончившему с собой в 42 года.